# Campionato asiatico e oceaniano femminile di pallavolo 2007
Il XIV campionato asiatico e oceaniano femminile di pallavolo si è svolto dal 5 al 13 settembre 2007 a Nakhon Ratchasima, in Thailandia. Al torneo hanno partecipato 13 squadre nazionali asiatiche ed ooceaniane e la vittoria finale è andata per la terza volta al Giappone.

## Gironi
| Girone A             | Girone B               | Girone C                                    | Girone D                                    |
| -------------------- | ---------------------- | ------------------------------------------- | ------------------------------------------- |
| Australia Thailandia | Cina Sri Lanka Vietnam | Nuova Zelanda Kazakistan Iran Taipei cinese | Corea del Sud Giappone Indonesia Uzbekistan |

## Classifica finale
| Classifica | Squadre       | Qualificazione       |
| ---------- | ------------- | -------------------- |
|            | Giappone      |                      |
|            | Cina          |                      |
|            | Thailandia    | Coppa del Mondo 2007 |
| 4          | Corea del Sud | Coppa del Mondo 2007 |
| 5          | Kazakistan    |                      |
| 6          | Taipei cinese |                      |
| 7          | Vietnam       |                      |
| 8          | Australia     |                      |
| 9          | Indonesia     |                      |
| 10         | Sri Lanka     |                      |
| 11         | Nuova Zelanda |                      |
| 12         | Iran          |                      |
| 13         | Uzbekistan    |                      |